# Грига, Станислав
Станислав Грига (словац. Stanislav Griga; род. 4 ноября 1961, Жилина, Среднесловацкий край) — чехословацкий футболист, игравший на позиции нападающего. По завершении игровой карьеры — тренер.
Выступал, в частности, за клуб «Спарта» (Прага), а также национальную сборную Чехословакии.
Пятикратный чемпион Чехословакии. Двукратный обладатель Кубка Нидерландов. Обладатель Суперкубка Нидерландов.

## Клубная карьера
Во взрослом футболе дебютировал в 1980 году выступлениями за клуб «Жилина», в котором провёл два сезона, приняв участие в 26 матчах чемпионата и забил 25 мячей.
Игрой за эту команду привлёк внимание представителей тренерского штаба клуба «Спарта» (Прага), к составу которого присоединился в 1981 году. Отыграл за пражскую команду следующие девять сезонов своей карьеры. Большую часть времени, проведённого в составе «Спарты», являлся основным игроком атакующего звена команды. В составе «Спарты» был одним из главных бомбардиров команды, имея среднюю результативность на уровне 0,5 гола за игру первенства. В составе клуба выиграл большое количество трофеев, среди которых пять званий чемпиона Чехословакии и несколько национальных кубков.
В 1986—1987 году проходил армейскую службу в клубе «Дукла» (Прага), в футболке которого сыграл 15 матчей и отличился 11 голами.
В течение 1990—1992 годов защищал цвета клуба «Фейеноорд». За это время дважды стал обладателем Кубка Нидерландов, и обладателем Суперкубка Нидерландов.
Завершил профессиональную игровую карьеру в клубе «Рапид» (Вена), за который выступал в течение 1992—1993 годов.

## Выступления за сборную
26 октября 1983 года дебютировал в составе национальной сборной Чехословакии в матче против сборной Болгарии (1:2). 28 марта 1984 года отметился дебютным голом за национальную сборную в матче против сборной ГДР (1:2). В течение карьеры в национальной команде, длившейся 8 лет, провёл 34 матча, забив 8 голов.
В составе сборной был участником чемпионата мира 1990 года в Италии, в четвертьфинале этого турнира, матчем против сборной Германии (0:1) завершил свою международную карьеру.

## Карьера тренера
После завершения карьеры игрока полгода занимался адвокатской деятельностью.
Начал тренерскую карьеру в 1995 году, возглавив тренерский штаб клуба «Жилина», который в то время выступала во втором дивизионе. По итогам сезона 1995/96 годов вернул команду в первый дивизион.
В 1996 году присоединился к клубу «Тренчин», который также за один сезон вывел в высшую лигу. В 1998 году стал главным тренером клуба «Слован», тренировал команду из Братиславы один год.
В течение 2000—2001 годов возглавлял тренерский штаб молодёжной сборной Словакии.
В декабре 2001 года возглавил клуб «Дубница», который тренировал до 2003 года. В декабре 2003 года принял предложение «Слована», однако в июне 2005 года был отправлен в отставку.
В октябре 2005 года возглавил «Спарту» (Прага). 2 сентября 2006 года был уволен с должности главного тренера после достаточно посредственного старта в национальном чемпионате.
В сезоне 2007/08 годов возглавлял «Викторию» (Жижков). Однако уже в начале сентября 2008 года после провального старта в национальном чемпионате был уволен с должности главного тренера. С мая 2011 года возглавлял клуб первого дивизиона словацкого чемпионата «Сеница».
26 апреля 2012 года вместе с Михалом Хиппом составил тандем главных тренеров национальной сборной Словакии, проработавший с национальной командой до июня 2013 года.
Работал в клубе «Земплин», главным тренером которого Станислав Грига был с 2015 по 2016 год. С 2018 по 2020 год в качестве помощника главного тренера работал в клубе «Жилина», с 2020 года на аналогичной должности в клубе «Сеница».

## Титулы и достижения

### Как игрока

#### Спарта (Прага)
- Чемпионат Чехословакии (5): 1983/84, 1984/85, 1987/88, 1988/89, 1989/90
- Кубок Чехословакии (3): 1983/84, 1987/88, 1988/89
- Лучший бомбардир чемпионата Чехословакии: 1985/86 (19 голов)

#### Фейеноорд
- Кубок Нидерландов (2): 1990/91, 1991/92
- Суперкубок Нидерландов: 1991

### Как тренера

#### Слован (Братислава)
- Чемпионат Словакии: 1998/99
- Кубок Словакии: 1998/99

#### Слован (Либерец)
- Кубок Интертото: 2004